# Apogonia waterstradti
Apogonia waterstradti är en skalbaggsart som beskrevs av Conrad Ritsema 1904. Apogonia waterstradti ingår i släktet Apogonia och familjen Melolonthidae. Inga underarter finns listade i Catalogue of Life.